# Сант-Астеба-да-Палаутурдера
Сант-Асте́ба-да-Палаутурде́ра (кат. Sant Esteve de Palautordera) - муніципалітет, розташований в Автономній області Каталонія, в Іспанії. Код муніципалітету за номенклатурою Інституту статистики Каталонії - 82074. Знаходиться у районі (кумарці) Бальєс-Уріантал (коди району - 41 та VR) провінції Барселона, згідно з новою адміністративною реформою перебуватиме у складі Баґарії (округи) Барселона. 

## Населення
Населення міста (у 2007 р.) становить 2.245 осіб (з них менше 14 років - 22%, від 15 до 64 - 67,6%, понад 65 років - 10,4%). У 2006 р. народжуваність склала 32 особи, смертність - 15 осіб, зареєстровано 10 шлюбів. У 2001 р. активне населення становило 683 особи, з них безробітних - 57 осіб.

Серед осіб, які проживали на території міста у 2001 р., 1.324 народилися в Каталонії (з них 813 осіб у тому самому районі, або кумарці), 121 особа приїхала з інших областей Іспанії, а 39 осіб приїхало з-за кордону. 

Вищу освіту має 17,5% усього населення. 

У 2001 р. нараховувалося 523 домогосподарства (з них 20,5% складалися з однієї особи, 26,6% з двох осіб,18,7% з 3 осіб, 22,8% з 4 осіб, 8,4% з 5 осіб, 1,5% з 6 осіб, 0,8% з 7 осіб, 0,6% з 8 осіб і 0,2% з 9 і більше осіб).

Активне населення міста у 2001 р. працювало у таких сферах діяльності : у сільському господарстві - 4,3%, у промисловості - 20,9%, на будівництві - 13,6% і у сфері обслуговування - 61,2%. 

 У муніципалітеті або у власному районі (кумарці) працює 389 осіб, поза районом - 325 осіб.

### Безробіття
У 2007 р. нараховувалося 66 безробітних (у 2006 р. - 49 безробітних), з них чоловіки становили 33,3%, а жінки - 66,7%.

## Економіка

### Підприємства міста

#### Промислові підприємства
| \| Промислові підприємства міста, за сферою діяльності \| Промислові підприємства міста, за сферою діяльності \| Промислові підприємства міста, за сферою діяльності \| \| Рік \| 2002 р. \| 2001 р. \| \| --------------------------------------------------- \| --------------------------------------------------- \| --------------------------------------------------- \| \| Енергетичні та водні ресурси \| 1,8% \| 1,9% \| \| Хімія та метали \| 10% \| 10% \| \| Переробка металів \| 42% \| 41,6% \| \| Продукти харчування \| 5,6% \| 5,6% \| \| Текстиль \| 9,4% \| 9,9% \| \| Виробництво меблів, видання \| 20,9% \| 20,8% \| \| Інше \| 10,2% \| 10,2% \| \| Усього підприємств \| 4.256 \| 4.237 \| |         |         |
| Промислові підприємства міста, за сферою діяльності |         |         |
| Рік | 2002 р. | 2001 р. |
| Енергетичні та водні ресурси | 1,8%    | 1,9%    |
| Хімія та метали | 10%     | 10%     |
| Переробка металів | 42%     | 41,6%   |
| Продукти харчування | 5,6%    | 5,6%    |
| Текстиль | 9,4%    | 9,9%    |
| Виробництво меблів, видання | 20,9%   | 20,8%   |
| Інше | 10,2%   | 10,2%   |
| Усього підприємств | 4.256   | 4.237   |

#### Роздрібна торгівля
| \| Підприємства роздрібної торгівлі міста, за сферою діяльності \| Підприємства роздрібної торгівлі міста, за сферою діяльності \| Підприємства роздрібної торгівлі міста, за сферою діяльності \| \| Рік \| 2002 р. \| 2001 р. \| \| ------------------------------------------------------------ \| ------------------------------------------------------------ \| ------------------------------------------------------------ \| \| Продукти харчування \| 31,2% \| 31,8% \| \| Одяг та взуття \| 18% \| 17,8% \| \| Товари для дому \| 15% \| 14,9% \| \| Книги та періодичні видання \| 3,2% \| 3,3% \| \| Промислова хімічна продукція \| 7,7% \| 7,8% \| \| Продукція, пов'язана з транспортними засобами \| 4,4% \| 4,3% \| \| Інше \| 20,6% \| 20,2% \| \| Усього підприємств \| 5.336 \| 5.260 \| |         |         |
| Підприємства роздрібної торгівлі міста, за сферою діяльності |         |         |
| Рік | 2002 р. | 2001 р. |
| Продукти харчування | 31,2%   | 31,8%   |
| Одяг та взуття | 18%     | 17,8%   |
| Товари для дому | 15%     | 14,9%   |
| Книги та періодичні видання | 3,2%    | 3,3%    |
| Промислова хімічна продукція | 7,7%    | 7,8%    |
| Продукція, пов'язана з транспортними засобами | 4,4%    | 4,3%    |
| Інше | 20,6%   | 20,2%   |
| Усього підприємств | 5.336   | 5.260   |

#### Сфера послуг
| \| Підприємства міста, що працюють у сфері послуг, за діяльністю \| Підприємства міста, що працюють у сфері послуг, за діяльністю \| Підприємства міста, що працюють у сфері послуг, за діяльністю \| \| Рік \| 2002 р. \| 2001 р. \| \| ------------------------------------------------------------- \| ------------------------------------------------------------- \| ------------------------------------------------------------- \| \| Гуртова торгівля \| 14,4% \| 14,6% \| \| Готелі та готельний бізнес \| 15,2% \| 15,5% \| \| Транспорт та зв'язок \| 22,1% \| 22,2% \| \| Посередницькі фінансові послуги \| 3,4% \| 3,4% \| \| Послуги підприємствам \| 8,2% \| 7,9% \| \| Послуги фізичним особам \| 25,5% \| 25,6% \| \| Нерухомість та ін. \| 11,2% \| 10,8% \| \| Усього підприємств \| 12.729 \| 12.246 \| |         |         |
| Підприємства міста, що працюють у сфері послуг, за діяльністю |         |         |
| Рік | 2002 р. | 2001 р. |
| Гуртова торгівля | 14,4%   | 14,6%   |
| Готелі та готельний бізнес | 15,2%   | 15,5%   |
| Транспорт та зв'язок | 22,1%   | 22,2%   |
| Посередницькі фінансові послуги | 3,4%    | 3,4%    |
| Послуги підприємствам | 8,2%    | 7,9%    |
| Послуги фізичним особам | 25,5%   | 25,6%   |
| Нерухомість та ін. | 11,2%   | 10,8%   |
| Усього підприємств | 12.729  | 12.246  |

## Житловий фонд
У 2001 р. 3,4% усіх родин (домогосподарств) мали житло метражем до 59 м2, 18,4% - від 60 до 89 м2, 34,8% - від 90 до 119 м2 і
43,4% - понад 120 м2.

З усіх будівель у 2001 р. 24% було одноповерховими, 60% - двоповерховими, 15,3
% - триповерховими, 0,7% - чотириповерховими, 0% - п'ятиповерховими, 0% - шестиповерховими,
0% - семиповерховими, 0% - з вісьмома та більше поверхами.

## Автопарк
| \| Автомобілі, зареєстровані у місті, за призначенням \| Автомобілі, зареєстровані у місті, за призначенням \| Автомобілі, зареєстровані у місті, за призначенням \| \| Рік \| 2006 р. \| 2005 р. \| \| -------------------------------------------------- \| -------------------------------------------------- \| -------------------------------------------------- \| \| Приватні автомобілі \| 70,2% \| 71,1% \| \| Мотоцикли \| 8,6% \| 7,9% \| \| Вантажівки \| 17% \| 16,9% \| \| Трактори \| 0,8% \| 0,8% \| \| Автобуси та ін. \| 3,5% \| 3,3% \| \| Усього автомобілів \| 259.241 шт. \| 251.200 шт. \| |             |             |
| Автомобілі, зареєстровані у місті, за призначенням |             |             |
| Рік | 2006 р.     | 2005 р.     |
| Приватні автомобілі | 70,2%       | 71,1%       |
| Мотоцикли | 8,6%        | 7,9%        |
| Вантажівки | 17%         | 16,9%       |
| Трактори | 0,8%        | 0,8%        |
| Автобуси та ін. | 3,5%        | 3,3%        |
| Усього автомобілів | 259.241 шт. | 251.200 шт. |

## Вживання каталанської мови
У 2001 р. каталанську мову у місті розуміли 99% усього населення (у 1996 р. - 98,2%), вміли говорити нею 91,1% (у 1996 р. - 
93,7%), вміли читати 88% (у 1996 р. - 89,3%), вміли писати 68,9
% (у 1996 р. - 62,8%). Не розуміли каталанської мови 1%.

## Політичні уподобання
У виборах до Парламенту Каталонії у 2006 р. взяло участь 1.038 осіб (у 2003 р. - 997 осіб). Голоси за політичні сили розподілилися таким чином:
| \| Вибори до Парламенту Каталонії \| Вибори до Парламенту Каталонії \| Вибори до Парламенту Каталонії \| \| Рік \| 2006 р. \| 2003 р. \| \| -------------------------------------- \| ------------------------------ \| ------------------------------ \| \| Конвергенція та Єднання (CiU) \| 44% \| 45,1% \| \| Соціалістична партія Каталонії (PSC) \| 9,5% \| 9,9% \| \| Народна партія (PP) \| 3,5% \| 4,9% \| \| Ініціатива за зелену Каталонію (IC) \| 14,8% \| 6,5% \| \| Республіканська лівиця Каталонії (ERC) \| 24,7% \| 32,1% \| \| Громадянська партія (C's) \| 0,7% \| 0% \| \| Інші \| 2,8% \| 1,4% \| |         |         |
| Вибори до Парламенту Каталонії |         |         |
| Рік | 2006 р. | 2003 р. |
| Конвергенція та Єднання (CiU) | 44%     | 45,1%   |
| Соціалістична партія Каталонії (PSC) | 9,5%    | 9,9%    |
| Народна партія (PP) | 3,5%    | 4,9%    |
| Ініціатива за зелену Каталонію (IC) | 14,8%   | 6,5%    |
| Республіканська лівиця Каталонії (ERC) | 24,7%   | 32,1%   |
| Громадянська партія (C's) | 0,7%    | 0%      |
| Інші | 2,8%    | 1,4%    |

У муніципальних виборах у 2007 р. взяло участь 1.079 осіб (у 2003 р. - 944 особи). Голоси за політичні сили розподілилися таким чином:
| \| Муніципальні вибори \| Муніципальні вибори \| Муніципальні вибори \| \| Рік \| 2007 р. \| 2003 р. \| \| -------------------------------------- \| ------------------- \| ------------------- \| \| Конвергенція та Єднання (CiU) \| 48% \| 58,3% \| \| Соціалістична партія Каталонії (PSC) \| 0% \| 0% \| \| Народна партія (PP) \| 1,7% \| 1,6% \| \| Ініціатива за зелену Каталонію (IC) \| 0% \| 0% \| \| Республіканська лівиця Каталонії (ERC) \| 19,9% \| 0% \| \| Громадянська партія (C's) \| 0% \| 0% \| \| Інші \| 30,4% \| 40,1% \| |         |         |
| Муніципальні вибори |         |         |
| Рік | 2007 р. | 2003 р. |
| Конвергенція та Єднання (CiU) | 48%     | 58,3%   |
| Соціалістична партія Каталонії (PSC) | 0%      | 0%      |
| Народна партія (PP) | 1,7%    | 1,6%    |
| Ініціатива за зелену Каталонію (IC) | 0%      | 0%      |
| Республіканська лівиця Каталонії (ERC) | 19,9%   | 0%      |
| Громадянська партія (C's) | 0%      | 0%      |
| Інші | 30,4%   | 40,1%   |